# Покахонтас (Айова)
Покахонтас (англ. Pocahontas) — крупнейший город и административный центр одноимённого округа в штате Айова в Соединённых Штатах Америки.
Согласно данным переписи населения США 2020 года число жителей города 
составляло 1867 человек, что, для такого небольшого населённого пункта, существенно больше (+ 4.4%), чем было во время предыдущей переписи проводившейся в 2010 году (1789 человек).

## История
Впервые земли, где сейчас построен город Покахонтас, были обследованы в 1870 году Уорриком и Буэлой Прайс из Кливленда, штат Огайо, которые стали и первыми постоянными поселенцами. Город был назван в честь индейской принцессы Покахонтас из народа поухатаны.
16 мая 1892 года Покахонтас был официально включён в реестр штата Айова в качестве города.
В первой половине апреля 2011 года город оказался на пути серии торнадо; к счастью обошлось без жертв.

## География
Согласно данным Бюро переписи населения США, общая площадь города составляет 2,02 квадратных мили (5,23 км2) и вся эта территория приходится на сушу.
Покахонтас находится на северо-западном краю (ободе) ударного кратера Мэнсон, ударной структуры, погребенной ледниковым валунным суглинком и зандром.